# Абсолютная монархия
Абсолю́тная мона́рхия, абсолюти́зм — разновидность монархической формы правления, близкой к диктатуре, при которой вся полнота государственной (законодательной, исполнительной, судебной, военной), а иногда и духовной (религиозной) власти находится в руках монарха. Политический режим абсолютной монархии связан с установлением контроля над всеми сферами жизни общества, при этом понятие «абсолютной» («неограниченной») монархии условно, поскольку возможности монарха ограничены размером и качеством бюрократического аппарата, амбициями церкви и талантом.
В узком, строго научном смысле понятие «абсолютная монархия» совпадает с понятием абсолютизма (от лат. absolutus «безусловный», «неограниченный») и означает государственный строй в странах Западной Европы на позднем этапе.
Абсолютизм, который пришёл на смену сословной монархии, был в европейских континентальных государствах в продолжение XVII и XVIII веков господствующей государственной формой, которой благоприятствовали богословы, приписывающие верховной власти божественное происхождение, и римские юристы, признававшие за государями абсолютную власть древних римских императоров. Эта государственная форма достигла апогея своего развития при французском короле Людовике XIV, систематически осуществлявшем своё знаменитое «L’Etat c’est moi» (государство — это я). Как исторический термин абсолютизм сменил понятие «старый порядок» (Ancien regime) в середине XIX века.
Социальная опора различных абсолютных монархий неодинакова. Абсолютные монархии в Европе Нового времени были дворянскими государствами, в которых сохранялось «общество привилегий». В советской историографии возникновение абсолютизма было принято связывать с классовой борьбой — дворянства и буржуазии (С. Д. Сказкин) или крестьянства и дворянства (Б. Ф. Поршнев). В настоящее время распространена точка зрения, согласно которой укреплению абсолютизма способствовал ряд экономических, социальных и культурных процессов.
Так, усиление государственной власти связывают с частыми войнами (в связи с чем возникла потребность в усиленном налогообложении), развитием торговли (появилась необходимость в протекционистской политике), ростом городов и социальными изменениями в них (распад социального единства городской общины, сближение знати с монархией).

## История
Понятие абсолютной монархии как формы организации власти восходит ещё к римскому праву. Так, известна формула юриста II века н. э. Ульпиана: лат. princeps legibus solutus est («Государь не связан законами»). Развитие абсолютизма как теории к XV—XVII векам связано с формированием понятия государства. К этому времени в западноевропейской политической мысли господствовала синкретическая модель, основанная на учении античного философа Аристотеля, — в ней не было чёткого разграничения уровней организации общества (правового, религиозного, политического, этического, социального, духовного). Опиравшиеся на учение Аристотеля концепции «раздельного суверенитета» (Филиппа де Коммина, Клода Сейсселя и др.) предполагали приоритет сильной королевской власти, противопоставлявшейся тирании, и объединяли качества монархии, аристократии и демократии. В XV—XVI веках развивается и понятие государства, обозначавшего не «положение» короля, а абстрактную сущность — воплощение публичной власти. Большой вклад в формирование этого понятия внёс итальянский мыслитель Никколо Макиавелли (трактат «Государь», 1532 год).
В 1576 году французский философ Жан Боден в своём труде «Шесть книг о республике» представил теорию нераздельности суверенитета: высшая государственная власть полностью принадлежит монарху, однако абсолютная монархия не могла посягать на права и свободы подданных, их имущество (в противовес восточной деспотии, где монарх мог произвольно распоряжаться жизнью и собственностью подданных). В то же время формируется теория «государственного интереса» (ей следовал, в частности, приверженец абсолютной монархии кардинал Ришельё), согласно которой монарх может нарушать права подданных в самых крайних случаях во имя спасения государства. В то же время, помимо рационалистических теорий, большую роль в идеологическом аспекте абсолютизма играли идея божественного происхождения института государственной власти. Эта идея укладывалась в характерный для эпохи образ мысли: король и элита образовывали континуум, человеческая воля ограничена рамками богоустановленного порядка. Возвеличиванию персоны государя служил пышный и изощрённый дворцовый этикет. Замечательно сформулировал смысл абсолютной монархии Людовик XIV в своей афористической фразе «Государство — это я».
Абсолютные монархии в части стран унаследовали от предшествующей формы монархии представительные органы: кортесы в Испании, генеральные штаты во Франции, парламент в Англии, Земский собор в России и т. д. Благодаря системе сословного представительства монархия могла получить поддержку знати, церкви и городов в тех вопросах, которые она не могла решить самостоятельно (в соответствии с принципом сословно-представительной монархии «всё, что касается всех, должно быть одобрено всеми»). Усиление королевской власти произошло в конце XV—начале XVI века, особенно ярко это проявилось во Франции, Англии и Испании. Европейский абсолютизм практически формировался как система чрезвычайного управления, что было связано с требовавшими увеличения налогов войнами. Однако даже там, где при переходе к абсолютной монархии представительные органы были ликвидированы (земские соборы в России), государям приходилось так или иначе считаться со мнением подданных, часто выражавшемся через рекомендации советников, народные восстания, угрозу дворцовых переворотов и цареубийств. Ещё в Новое Время возникали и оппозиционные абсолютизму политические теории. По мнению религиозной оппозиции (главным образом протестантской), соблюдение права собственности и верность истинной религии формируют общественный договор, нарушение которого монархом даёт подданным право на восстание. Находились последовательные противники и у идеи божественного происхождения власти. Например, согласно кардиналу Беллармину, король получает власть не от бога, а от руководимого мудрыми пастырями народа. К XVII веку сложилось представление о том, что общественный порядок первичен по отношению к верности религии. Это представление нашло отражение в труде английского философа Томаса Гоббса «Левиафан». Гоббс развивал идею абсолютных индивидов, которые находятся в состоянии «войны всех против всех» («Человек человеку — волк») и под страхом смерти передают абсолютную власть государству. Таким образом Гоббс дал абсолютизму радикальное обоснование, но одновременно разрушил образ вселенной как идеальной сущности — интеллектуальную основу абсолютизма (пользуясь трудами Гоббса, в конце XVII века Джон Локк сформулировал основы конституционного строя). В XVII веке французский теоретик права Жан Домат защищал концепцию абсолютной монархии в таких работах, как «О социальном порядке и абсолютной монархии», ссылаясь на абсолютную монархию как на способ сохранения естественного порядка, как задумал Бог.
По мере развития и усиления капитализма в европейских странах принципы существования абсолютной монархии стали приходить в противоречие с потребностями изменившегося общества. Жёсткие рамки протекционизма и меркантилизма ограничивали экономическую свободу предпринимателей, вынужденных производить лишь товары, выгодные королевской казне. Кардинальные изменения происходят внутри сословий. Из недр третьего сословия вырастает экономически мощный, образованный, предприимчивый класс капиталистов, имеющий собственное представление о роли и задачах государственной власти. В Нидерландах, Англии и Франции эти противоречия были решены революционным путём, в других странах происходила постепенная трансформация абсолютной монархии в ограниченную, конституционную. Однако этот процесс проходил неравномерно, например, в России и Турции абсолютная монархия просуществовала вплоть до XX века.

## Особенности

### Франция
Из всех крупных государств Западной Европы нигде начало политической и административной централизации не нашло себе столь полного и типичного выражения, как во Франции. Она началась в конце XV века, после Столетней войны. Объединение первоначально обособленных феодальных территорий вокруг королевского «домена» способствовало и объединению национальному, а то и другое вместе — упрочению центральной власти в лице «сеньора-короля». Благодаря окончательно утвердившемуся принципу наследственности французской короны, благодаря перевороту в военной технике, вызванному изобретением огнестрельного оружия, благодаря, далее, введению постоянной армии и постоянной подати, королевская власть стала настоящим государственным центром Франции, а с постепенным расширением сферы вмешательства центральной власти в жизнь страны, с постепенным развитием правительственной опеки — и настоящим центром административным. Французская монархия стала «административною монархией» (monarchie administrative). Органами этой монархической централизации были сначала парижский парламент, королевский совет и высшие коронные чины — в центре бальи и сенешалы, а потом губернаторы — в областях. Парламент, окончательно организовавшийся в начале XIII в., был первоначально настоящим центром королевской администрации: с функциями верховного трибунала он соединял значение высшего административно-финансового учреждения. Провинциальные органы королевской администрации, бальи (baillis) и сенешалы (sénéchaux), назначались королём обыкновенно из среды парламента и перед парламентом же отдавали отчёт в своей «финансовой и судебной администрации».
Парламентская децентрализация, начало которой было положено учреждением сначала второго парламента (в Тулузе), а затем целого ряда других провинциальных парламентов (начиная с XIV века), не повредила сама по себе политической централизации, так как новые парламенты продолжали, только на началах разделения труда, ту же работу, которую до тех пор вершил один парижский парламент: они все были верными проводниками королевской власти. Но с тех пор как члены парламентов сделались, в XV веке, пожизненными, а начиная со следующего столетия, — даже наследственными обладателями своих должностей, парламенты не замедлили коренным образом изменить свою роль: поддержка королевской власти, особенно в XVII и XVIII веках, уступила место противодействию. В XVII и XVIII веках парламенты не только не являлись более выразителями начал централизации, но сделались, напротив, решительными поборниками принципа децентрализации.
Королевский совет получил окончательную организацию ещё при Карле VII (1422—1461), но центральную роль в государственном управлении приобрёл значительно позднее. Высшие коронные чины (grands officiers de la couronne) были: 1) коннетабль (connétable de France, 2) канцлер (chancelier de France), 3) гроссмейстер (grand maître du palais), 4) великий камергер (grand chambellan), 5) адмирал и 6) маршалы Франции. Эти почётные должности были не только пожизненными, но, по большей части, даже наследственными, превратившись фактически в фамильное достояние нескольких знатных «домов» феодальной аристократии. Для королевской власти они представляли скорее помеху, чем орудие.
В областях при Франциске I место на половину должностей феодальных агентов (бальи и сенешалов) заступили, в качестве представителей королевской власти, генерал-губернаторы (gouverneurs généraux). Они облечены были почти всею полнотою королевской власти, но, в качестве органов последней, оставляли желать многого. Принадлежа к высшей феодальной аристократии, они держались довольно независимо, а при удобных обстоятельствах (например, в эпоху религиозных войн) и открыто выступали против короля.
До Ришельё монархическая централизация, несмотря на сильное развитие королевской власти, была гораздо более показною, чем реальною: всесильная в центре, королевская власть была почти бессильна на местах, где у неё не было вполне послушных органов. Настоящим организатором монархической централизации является кардинал Ришельё. Его деятельность не ограничивается тем, что он частью сломил, частью ослабил или парализовал те силы, которые представляли собою элементы, враждебные централизации (дворянство, протестанты, парламенты, провинциальные штаты, генерал-губернаторы); она заложила прочные устои здания монархической централизации во Франции. Эта организаторская сторона деятельности Ришельё внешне мало заметна: Ришельё оставил все прежние учреждения, не ввёл новых, но в старые формы влил новое содержание. Высшие коронные чины, как мало пригодное орудие королевской власти, были им совершенно устранены (за исключением канцлера) от фактического участия в правительственной деятельности и превратились в придворные синекуры, с пышными титулами, но без всякого реального значения, которое теперь переходит к королевскому совету и к статс-секретарям. Уже до Ришельё совет начинает заслонять собою высшие коронные чины. Все важнейшие законодательные и административные акты подготовлялись советом; королевская воля объявлялась от имени «короля в своём совете». Совет становится как бы безличным воплощением высшей правительственной власти. Ришельё не внёс никакой существенной перемены в это положение дела: он только сделал совет более послушным орудием королевской власти, сократив число независимых членов его, заседавших не в силу королевского назначения, а по праву рождения или в силу привилегии сана, — и наоборот, увеличив число «советников» по назначению короля.
Расширение правительственной деятельности и возвышение правительственного значения королевского совета должно было естественно отразиться и на роли его ближайших органов, статс-секретарей (secrétaires d’Etat). Это были первоначально канцелярские чиновники, состоявшие в распоряжении совета. Через их руки проходили «депеши», адресованные совету; на них же лежала обязанность составлять, по поручению совета, различные «депеши» и отправлять их по назначению. С постепенным расширением правительственной деятельности совета и усложнением административного делопроизводства, статс-секретари приобретали всё более и более активную роль в становившейся всё более и более бюрократическою деятельности совета. Мало-помалу они превратились в фактических начальников некоторых центральных ведомств, в которых можно видеть первые зародыши будущих министерств. История статс-секретариата после Ришельё была историей беспрерывного роста его правительственного значения. По отношению к совету от скромной роди исполнителей статс-секретари постепенно переходят к роли руководителей, и под конец старого порядка центр тяжести всей правительственной деятельности решительно перемещается из совета в министерства (считая в том числе и генеральный контроль, о котором см. ниже). Королевский совет, наоборот, нисходит почти до степени простого орудия в руках министров.
Наряду со статс-секретарями выдвинулось постепенно другое высшее должностное лицо, которое вскоре начинает даже заслонять собою статс-секретарей: это — суперинтендант финансов (surintendant des finances). Первоначально он занимал одно из второстепенных мест в центральной администрации, но, по мере того, как хозяйственные вопросы приобретают всё более и более важное значение в государственной жизни, постепенно выдвигается вперёд и глава финансового ведомства — суперинтендант. Это значение суперинтенданта перешло всецело к его историческому преемнику — генерал-контролёру финансов (contrôleur général des finances), должность которого была учреждена в 1661 году взамен уничтоженной должности суперинтенданта.
Со времени Кольбера, который был первым генерал-контролёром, и генеральный контроль всё более и более перемещался центр тяжести всей администрации: он становится настоящим ведомством внутреннего управления, в широком смысле. Начиная со второй половины XVII в., фактическим средоточием централизованной администрации являлся уже не столько королевский совет, сколько генеральный контроль. «Генерал-контролёр во Франции — это провидение государства», — говорил в конце XVIII в. один из последних представителей этого учреждения (Калонн). Соединяя в своих руках почти все нити внутреннего управления; генерал-контролёр был в то же время послушным орудием в руках королевской власти, по усмотрению которой он назначался и смещался (как и статс-секретари).

Людовик XIV, портрет кисти Гиацинта Риго, 1701 год

Более независимым по отношению к королевской власти был канцлер (chancelier), который из всех старинных «высших коронных чинов» один сохранил своё значение до конца старого порядка, в качестве главы судебного ведомства; он назначался королём, но был несменяем.
Перед революцией центральное правительство во Франции слагалось из короля, королевского совета и шести министров (генерал-контролёр, канцлер, статс-секретарь королевского дома, статс-секретарь иностранных дел, статс-секретарь военный и статс-секретарь мирской). Областными органами центральной власти, со времени Ришельё, были провинциальные интенданты, носившие официальный титул «интендантов юстиции, полиции и финансов» (intendants de justice, police et finances). В противоположность генерал-губернаторам (которые со времени Ришельё утратили почти всякое реальное значение), должность интендантов имела не военный, а гражданский характер, и замещалась не представителями феодальной аристократии, а, главным образом, лицами из высшего судейского сословия или чиновниками королевского совета. Военное командование и управление в областях было передано особым «главнокомандующим в провинциях» (commandants en chef dans les provinces), из заслуженных военных. Как интенданты, так и главнокомандующие назначались и смещались по мановению королевской власти и служили вполне покорными её орудиями. Административная централизация получила, таким образом, прочную организацию.
Наряду с этой централизованной административной системой, в дореволюционной Франции существовали, однако, и довольно многочисленные элементы децентрализации. Важнейшие из них находили выражение в парламентах и провинциальных штатах (états provinciaux), а в самые последние годы старого порядка — ещё в так называемых провинциальных собраниях (assemblées provinciales)

### Пруссия
Созидание политической и административной централизации в Пруссии шло, как и во Франции, параллельно с территориальным объединением страны и с ростом королевской власти. «Великий курфюрст» Фридрих Вильгельм I (1640—1688) заложил первые основы и политической и административной централизации в Пруссии. Начатки этой централизации в Пруссии были связаны с организацией военного и хозяйственного управления страны, в соответствии с преобладающим, военно-хозяйственным, характером прусской монархии.
На этой почве мало-помалу были частью ослаблены, частью парализованы главнейшие элементы децентрализации — провинциальные чины и землевладельческая аристократия. Первые потеряли существенную долю своего значения с тех пор, как великий курфюрст превратил чрезвычайные субсидии, вотируемые земскими чинами, в постоянную государственную подать. Что касается земельной аристократии, то роль её в местном управлении была значительно сужена введением в последнее бюрократического начала. Хозяйственная сторона управления была сосредоточена в бюрократически организованных «хозяйственных палатах», сторона военная — в руках «военных комиссаров».
Оба эти органа областного управления были объединены королём Фридрихом-Вильгельмом I в одно учреждение под именем «военно-хозяйственных палат». Вместе с тем, этим учреждениям был придан более бюрократический характер. Первоначально преобладающим элементом в их составе были представители дворянско-земледельческого класса; Фридрих-Вильгельм I стал наполнять палаты чиновниками из мелких дворян и мещан, вообще из лиц менее независимых по своему социальному положению. Вместе с тем, «ландраты» или провинциальные советники, которые были первоначально представителями землевладельческого дворянства, превратились постепенно в настоящих королевских чиновников, которых король назначал и смещал по своему усмотрению. С усложнением управления и увеличением письменного делопроизводства мало-помалу развилась бюрократия, в среде которой постепенно дворянство и мещанство сливались в новый, чисто правительственный класс — чиновничество.
Переход к дуалистической монархии осуществлён в 1848 году в результате Мартовской революции.

### Англия
Эпохой абсолютизма в Англии было правление династии Тюдоров и первых Стюартов (Якова I и Карла I). Английский абсолютизм имел свои особенности, благодаря чему получил в литературе название «незавершённого». Незавершённость абсолютизма означала сохранение политических институтов, свойственных сословно-представительной монархии. Наряду с сильной королевской властью в Англии продолжал существовать парламент. Союз джентри (обуржуазившегося дворянства) и буржуазии, основы которого были заложены в предшествующий период, не позволил королевской власти, используя рознь сословий, ликвидировать парламент. К другим особенностям английского абсолютизма относятся отсутствие в Англии такой централизации и бюрократизации государственного аппарата, как в странах континентальной Европы, сохранение местного самоуправления.

### Общие черты абсолютной монархии
При абсолютной монархии государство достигает наивысшей степени централизации. С формально-юридической точки зрения в абсолютной монархии в руках главы государства — монарха — сосредотачивается вся полнота законодательной и исполнительной власти, он самостоятельно устанавливает налоги и распоряжается государственными финансами. Создаются: разветвлённый бюрократический аппарат с жёстко регламентированными функциями, постоянная армия и полиция. Достигается централизация и унификация местного управления. Государство активно вмешивается в экономику, используя принципы меркантилизма для защиты национальных производителей. Для многих абсолютных монархий характерно наличие идеологической доктрины, в которой государству присваивается особая роль в жизни общества, а авторитет государственной власти непререкаем. Расцвет абсолютной монархии в странах Западной Европы приходится на XVII—XVIII вв. В России абсолютная монархия существовала до начала XX века.
Социальная опора различных абсолютных монархий неодинакова. Абсолютные монархии в Европе Нового времени были дворянскими государствами, в которых сохранялось «общество привилегий». В советской историографии возникновение абсолютизма было принято связывать с классовой борьбой — дворянства и буржуазии (С. Д. Сказкин) или крестьянства и дворянства (Б. Ф. Поршнев). В настоящее время распространена точка зрения, согласно которой укреплению абсолютизма способствовал ряд экономических, социальных и культурных процессов. Так, усиление государственной власти связывают с частыми войнами (возникала потребность в усиленном налогообложении), развитием торговли (появилась необходимость в протекционистской политике), ростом городов и социальными изменениями в них (распад социального единства городской общины, сближение знати с монархией).

### Особенности абсолютных монархий в различных странах
Особенности абсолютной монархии в каждом отдельно взятом государстве определялись соотношением сил дворянства и буржуазии. Во Франции и, особенно, в Англии влияние буржуа на политику было значительно большим[насколько?], чем в Германии, Австрии и России. В той или иной степени черты абсолютной монархии, или стремление к ней, проявились во всех государствах Европы, но наиболее законченное воплощение они нашли во Франции, где абсолютизм проявляется уже в начале XVI века, а свой расцвет пережил в годы правления королей Людовика XIII и Людовика XIV Бурбонов (1610—1715 гг.). Парламент был полностью подчинён власти короля[прояснить]; государство субсидировало строительство мануфактур, велись торговые войны.
В Англии пик абсолютизма пришёлся на правление Елизаветы I Тюдор (1558—1603 гг), но на Британских островах он так и не достиг своей классической[какой?] формы. Парламент не был полностью подвластен королю; монарх мог обрести всю полноту власти лишь в сотрудничестве с парламентом[прояснить], сохранялся контроль парламента над налогами. В связи с отсутствием мощного бюрократического аппарата на местах значительную роль играло местное самоуправление. Не была создана и мощная армия.
Сильная королевская власть установилась в Испании и Португалии (усиление абсолютизма пришлось на вторую половину XVI века, в Испании наиболее жёсткий режим установился при короле Филиппе II). Эмиссионный, финансовый характер местной экономики, живущей за счёт серебряных и золотых приисков в Америке, не позволил формироваться классу крупных предпринимателей, и испанский абсолютизм, опиравшийся исключительно на аристократию, выродился в деспотию[прояснить]. В то же время система фуэрос обеспечивала определённое[какое?] ограничение власти короля, но только на местном уровне.
В Германии и Италии, где национальные государства были образованы лишь в XIX веке, абсолютные монархии складывались сравнительно поздно (с XVII века) и не в общенациональном масштабе, а в рамках отдельных королевств, герцогств, графств и княжеств («региональный» или «княжеский» абсолютизм). В XVII веке произошло усиление Бранденбургско-Прусской монархии с милитаристским характером экономики и социального строя; проводилась политика меркантилизма, существовал жёсткий регламент воинской повинности дворян и крестьянского населения. В государстве австро-венгерских Габсбургов, где национальные образования сохраняли сословно-представительные органы, абсолютная монархия установилась во второй половине XVIII века (при королеве Марии Терезии и её сыне Иосифе II).
В абсолютных монархиях Скандинавии сохранялись элементы сословного представительства. В некоторых странах (например, в Речи Посполитой) абсолютная монархия так и не утвердилась (монарх пожизненно избирался сословно-представительным органом — сеймом).
Напоминающий европейский абсолютизм режим абсолютной монархии в России, окончательно сложившийся в XVIII веке, получил название самодержавия. Установление абсолютистского режима в России выразилось в прекращении созыва Земских соборов, ликвидации местничества, учреждении коллегий вместо системы приказов, создании органа государственного контроля над церковью (Синода), проведении протекционистской политики в экономике, упразднении внутренних таможен, введении подушной подати, создании регулярной армии и флота. Особенностями российского абсолютизма были усиление крепостничества, опора монархии на аристократию, незначительная роль буржуазии, набор высших и средних должностных лиц бюрократического аппарата из представителей дворянства.
Экономический и демократический подъём в Европе XVIII века обусловил необходимость в проведении реформ, и характерным явлением для Европы второй половины XVIII века стал просвещённый абсолютизм, тесно связанный с идеями и практикой эпохи Просвещения. Просвещённый абсолютизм выразился в отмене отдельных королевских привилегий (реформы Тюрго, Франция, 1774—1776 годы), иногда в отмене крепостного права (Иосифом II в Богемии и ряде других провинций империи Габсбургов). Однако политика просвещённого абсолютизма не спасла абсолютные монархии от свержения в результате революций и конституционных реформ; в странах Европы абсолютистским режимам пришли на смену конституционные монархии и буржуазные республики. В целом абсолютистская система управления усиливала ощущение государственной общности у представителей различных сословий и социальных групп, способствуя тем самым формированию (или укреплению) буржуазной нации.

## Абсолютная теократическая монархия
В современном мире абсолютная теократическая монархия является малораспространённой формой правления, где во главе государства стоит религия. Главой государства является главное должностное лицо господствующей религиозной организации (церкви), которое обладает неограниченной высшей государственной властью. В настоящее время такая форма правления установлена в следующих странах: Бруней, Ватикан, Саудовская Аравия.

## Современность
По состоянию на 2025 год в мире осталось только шесть государств, форму правления в которых можно безо всяких условностей назвать абсолютной монархией:
| Страна            | Фото | Монарх                | Рождение (возраст)                 | Начало правления (правит)        |
| ----------------- | ---- | --------------------- | ---------------------------------- | -------------------------------- |
| Бруней            |      | Хассанал Болкиах      | 15 июля 1946 (79 лет 27 дней)      | 4 октября 1967 (57 лет 311 дней) |
| Оман              |      | Хейсам бен Тарик      | 13 октября 1954 (70 лет 302 дня)   | 11 января 2020 (5 лет 212 дней)  |
| Катар             |      | Тамим ибн Хамад       | 3 июня 1980 (45 лет 69 дней)       | 25 июня 2013 (12 лет 47 дней)    |
| Саудовская Аравия |      | Салман ибн Абдул-Азиз | 31 декабря 1935 (89 лет 223 дня)   | 23 января 2015 (10 лет 200 дней) |
| Ватикан           |      | Лев XIV               | 14 сентября 1955 (69 лет 331 день) | 8 мая 2025 ( 95 дней)            |
| ОАЭ               |      | Мухаммад ибн Заид     | 11 марта 1961 (64 года 153 дня)    | 14 мая 2022 (3 года 89 дней)     |